# Vármia

Clãs prussianos no século XIII

Vármia (em polonês/polaco: Warmia; em latim: Varmia), também historicamente conhecida como Ermelândia (Ermeland), é uma região entre a Pomerânia e a Masúria no nordeste da Polônia. Juntamente com a Masúria, forma a voivodia da Vármia-Masúria. 
A oeste de Vármia está a Pomesânia, ao sul a Terra de Chełmno, a Sassínia e a  Masúria (antigamente chamada de Galíndia), a leste está a Sâmbia e ao norte a baía do Vístula. A Vármia esteve sob o domínio de vários estados e povos ao longo de sua história, principalmente, os prussianos, os Cavaleiros Teutônicos, o Reino da Polônia e o Reino da Prússia. A história da região está muito ligada a do Bispado de Vármia.
A área está associada às tribos prussianas, os varmos, que povoaram a parte norte da área. De acordo com a cultura popular, a região de Vármia recebe esse nome devido ao legendário líder tribal prussiano Varmo, o nome Ermland, por sua vez, deriva de sua viúva de nome Erma.

## História

### Antiguidade
Os primeiros vestígios de assentamentos humanos na região datam de cerca de 14 a 15 mil anos atrás: povoamentos feitos pela Cultura lusaciana (do século XIII ao V a.C.), incluindo moradias sobre a superfície das águas e ilhas criadas artificialmente. No início da Idade Média, a área foi habitada pelos varmos, uma tribo de prussianos. 

### Início das Cruzadas do Norte
No século XIII, a área tornou-se um campo de batalhas das Cruzadas do Norte. Não conseguindo formar uma expedição para atacar a Palestina, o Papa Inocêncio III resolveu em 1207 organizar uma nova Cruzada; começando em 1209, ele convocou os cruzados contra os albigenses, na chamada Cruzada albigense (1213), e, ao mesmo tempo, contra os pagãos da Prússia. O primeiro Bispo da Prússia foi Cristiano de Oliwa, constituído em 1209 para converter os prussianos, a pedido de Conrado I da Mazóvia.

### A Ordem Teutônica
Em 1226 o duque Conrado I da Mazóvia convidou os Cavaleiros Teutônicos para cristianizar os pagãos prussianos. Ele forneceu suprimentos para a Ordem Teutônica e permitiu que ela se instalasse na Culmerlândia (Terra de Chełmno), como uma base para os cavaleiros. Eles deveriam constituir uma fronteira segura entre a Mazóvia e os prussianos e os territórios, que porventura fossem conquistados, deveriam juntar-se à Mazóvia. A Ordem aguardou até que recebesse uma autorização oficial do Sacro Império Romano-Germânico, que finalmente foi dada pelo Imperador Frederico II em sua Bula Dourada de Rimini. A confirmação papal foi dada pela Bula Dourada de Rieti do Papa Gregório IX em 1234, embora Conrado da Mazóvia nunca ter reconhecido o direito da Ordem para governar a Prússia. Mais tarde, os Cavaleiros foram acusados de terem forjado essas autorizações sobre as terras. 
No final do século XIII a maioria das regiões da Prússia, inclusive a Vármia, tinha sido conquistada e cristianizada pela Ordem Teutônica, como foi pedido pelos papas. Dos nativos prussianos muitos foram reduzidos à situação de servos e aos poucos germanizados. Aos poucos, com o passar dos séculos, os colonizadores, os prussianos nativos e os imigrantes acabaram por transformar-se em prusso-germanos orientais.
O Bispado de Vármia foi uma das quatro dioceses criadas em 1242 pelo legado papal Guilherme de Módena. Desde o século XIII o Meistertums da Prússia (com a Vármia) e a Livônia foram colonizados pelos alemães (de 1525 em diante, o luterano Ducado da Prússia deu refúgio aos protestantes lituanos, escoceses, salzburguenses e mazures). O bispado foi governado por um príncipe-bispo, confirmado pelo Imperador Carlos IV. Os Bispos de Vármia eram geralmente alemães ou poloneses, embora Enea Silvio Piccolomini, posteriormente Papa Pio II, tenha sido um bispo italiano da diocese. 
Depois da Batalha de Grunwald, de 1410, o bispo Heinrich Vogelsang de Vármia rendeu-se ao Rei Jogaila da Polônia e mais tarde, juntamente com o bispo Henrique de Sâmbia juraram submissão ao rei polonês no Castelo de Marienburgo (Malbork). Depois que o exército polonês se retirou da Vármia, o novo Grão-Mestre dos Cavaleiros Teutônicos, Heinrich von Plauen, o Velho, acusou o bispo de traição e reconquistou a região.

### A Coroa da Polônia
Vármia esteve sob a jurisdição da Igreja do Arcebispado de Riga até 1512, quando o príncipe-bispo Lucas Watzenrode colocou a Vármia diretamente sob a direção do Papa (em termos de jurisdição da igreja), que permaneceu até a resolução do Sacro Império Romano-Germânico em 1806. O Segundo Tratado de Toruń (Thorn) em 1466 tirou Vármia do controle dos Cavaleiros Teutônicos e a colocou sob o domínio da Coroa da Polônia como parte da província da Prússia Real.
Logo a seguir, em 1467, o Capítulo Catedral elegeu Nicolaus von Tüngen contra a vontade do rei da Polônia. Os Estados da Prússia Real não ficaram a favor do Capítulo Catedral. Nicolaus von Tüngen aliou-se então com a Ordem Teutônica e com o rei Matias I da Hungria. A disputa, conhecida por Guerra dos Padres, teve pouca repercussão, afetando principalmente a Vármia. Em 1478 Braniewo (Braunsberga) resistiu a um cerco polonês que resultou num acordo em que o rei da Polônia reconhecia Nicolaus von Tüngen como bispo e o direito do Capítulo Catedral para eleger futuros bispos que, todavia, deveriam ser aceitos pelo rei e o bispo, assim como o Capítulo Catedral, jurariam fidelidade ao rei polonês. Mais tarde no Tratado de Piotrków Trybunalski (7 de dezembro de 1512), o rei da Polônia ganhou o direito de eleger quatro bispos que tivessem nascido na Prússia Real. . 
Depois da União de Lublim em 1569 a Vármia foi oficialmente incluída como parte da  coroa polonesa dentro da República das Duas Nações. Ao mesmo tempo, o território mantinha uma razoável autonomia, com muitas diferenças legais com relação às terras vizinhas. Por exemplo, os bispos eram por lei membros do Senado polonês e a região elegia deputados para a Sejmik da Prússia Real, bem como deputados para o Sejm da Polônia.

### Prússia
Após a primeira partição da Polônia em 1772, a Vármia foi politicamente reunida às outras regiões vizinhas da Prússia Oriental e anexada pelo  Reino da Prússia; a propriedade do Bispado de Vármia foi confiscada pelo Estado prussiano. Ignacy Krasicki, o último príncipe-bispo e também escritor polonês, amigo de Frederico, o Grande, foi nomeado para o Arcebispado de Gniezno. O censo prussiano de 1772 mostrou uma população total de 96 547 habitantes, incluindo a população urbana de 24 612 habitantes em 12 cidades. 17 749 casas foram catalogadas e a maior cidade era Braunsberga (Braniewo).
De 1772 a 1945 a Vármia fez parte da luterana Prússia Oriental, com exceção da maioria da população da Vármia, que permaneceu católica. A população do norte da Vármia falava o alemão padrão (ao contrário do Plattdeutsch empregado no restante da Prússia Oriental), enquanto que o sul era grandemente povoado por falantes da língua polonesa, os warmiaks. A Vármia tornou-se parte do Império Alemão em 1871.
Em 1873 o ensino da língua polonesa foi proibido em todas as escolas da Vármia, inclusive nas escolas polonesas fundadas no século XVI. Em 1900 a população da Vármia era de 240 000 pessoas. No clima jingoísta que se formou depois da Primeira Guerra Mundial, os poloneses foram alvos de perseguições pelo governo alemão e os alemães pelo governo polonês. As crianças polonesas que falassem seu idioma nas escolas eram punidas e freqüentemente tinham que usar nas roupas símbolos com palavras de insulto, tais como "Pollack".
As milícias e perseguições recíprocas dos governos polonês e alemão pioraram no final da década de 1930 e os poloneses na Vármia foram alvos de duras perseguições por parte do governo e milícias alemãs, tais como ataques às escolas e associações. Durante a Segunda Guerra Mundial a Alemanha buscou acabar com todos os elementos da vida social e política da minoria polonesa na Alemanha, prendendo e assassinando ativistas e líderes poloneses.

## Polônia
Depois da Conferência de Potsdam, que aconteceu após o término da Segunda Guerra Mundial, a Prússia Oriental foi dividida em duas partes atualmente conhecidas por: oblast de Caliningrado e voivodia da Vármia-Masúria. Muitas pessoas de etnia alemã foram evacuadas durante a guerra e a maior parte daqueles que permaneceram foram expulsos da região. Apenas uma pequena minoria de alemães permaneceu no território que se tornou parte da moderna Polônia.
Devido o Eleitor Frederico III ter conseguido elevar o Ducado da Prússia à Reino da Prússia em 1701, a Prússia Oriental nunca fez parte da Alemanha, mas era um Estado alemão independente pela união pessoal com Brandemburgo exceto durante dois curtos períodos. A primeira vez, durante as revoluções de 1848 e a segunda vez em 1871-1950 quando da criação do Segundo Reich até a vitória dos Aliados quando a Alemanha Oriental aceitou a linha Oder-Neisse como sua fronteira oriental, que foi confirmada pelo governo da Alemanha reunificada em 1990.

## Principais cidades
- Barczewo
- Biskupiec
- Bisztynek
- Braniewo
- Dobre Miasto
- Frombork
- Jeziorany
- Lidzbark Warmiński
- Olsztyn
- Orneta
- Pieniężno
- Reszel

## Referência
1. ↑  Também chamados de warmos, varmos, varmi, warmianos, varmianos e em letão, os Vārmieši.

- Erwin Kruk, "Warmia i Mazury", Wydawnictwo Dolnośląskie, Wrocław 2003, ISBN 83-7384-028-1